# Коунса
Коунса (кор. 고운사) — буддийский храмовый комплекс в Южной Корее, основанный в 681 году в период государства Силла. Считался одним из значимых буддийских центров в провинции Кёнсан-Пукто. На его территории также находились конфуцианские храмы XVIII века.
Комплекс служил окружным центром для буддийского Ордена Чоге.
В марте 2025 года в результате лесных пожаров храм Коунса полностью сгорел. Из 30 зданий комплекса уцелели лишь несколько построек и ворота, возведённые в 1990-х годах. Монахи успели вынести статуи Будды и другие реликвии, некоторые из которых входят в список материального культурного наследия страны.